# 索米耶尔迪克兰
索米耶尔迪克兰（法語：Sommières-du-Clain，法語發音：[sɔmjɛʁ dy klɛ̃]）是法国新阿基坦大区维埃纳省的一个市镇，属于蒙莫里永区。

## 地理
索米耶尔迪克兰（46°16'46"N, 0°21'33"E）面积26.21 平方千米，位于法国新阿基坦大区维埃纳省，该省份为法国中西部省份，北起曼恩-卢瓦尔省和安德尔-卢瓦尔省，西接德塞夫勒省，南至夏朗德省，东南接上维埃纳省，东临安德尔省。
与索米耶尔迪克兰接壤的市镇（或旧市镇、城区）包括：尚帕涅圣伊莱尔、加尔尼耶堡、拉费里耶尔-艾鲁、罗马涅、圣罗曼。

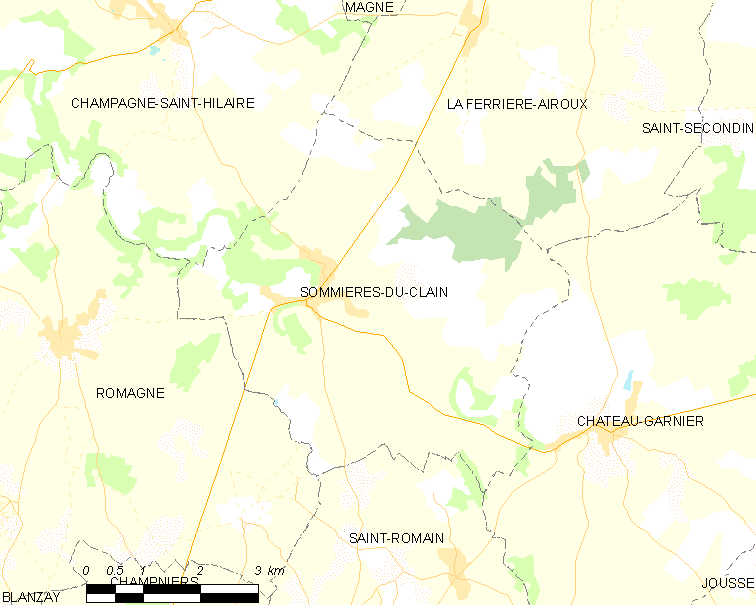
索米耶尔迪克兰的OSM定位图

索米耶尔迪克兰的时区为UTC+01:00、UTC+02:00（夏令时）。

## 行政
索米耶尔迪克兰的邮政编码为86160，INSEE市镇编码为86264。

## 政治
索米耶尔迪克兰所属的省级选区为锡夫赖县。

## 人口

1962-2008年间索米耶尔迪克兰人口变化图示

索米耶尔迪克兰于2022年1月1日时的人口数量为738人。